# Леонтьево (Владимирская область)
Леонтьево — деревня в Камешковском районе Владимирской области России, входит в состав Пенкинского муниципального образования.

## География
Деревня расположена в 5 км на запад от центра поселения деревни Пенкино, в 22 км на юго-запад от райцентра Камешково и в 1 км от федеральной автодороги «Волга».

## История
В XVII веке село Алексеищево (Леонтьево) принадлежало окольничему Никите Ивановичу Акинфову, а потом находилось в ведении Московской Голицынской больницы. Владельцем села Н.И. Акинфовым в 1682 году и устроена в Алексеищеве каменная церковь во имя Введения во храм Пресвятой Богородицы с теплым приделом во имя святой великомученицы Екатерины. К церкви были определены священник, дьячок, пономарь и просвирница. Престолов в церкви три: в холодной – в честь Введения во храм Пресвятой Богородицы, в приделах теплых – в память Усекновения Главы Иоанна Крестителя и во имя святой великомученицы Екатерины. 
В конце XIX, начале XX века — крупное село в составе Лаптевской волости Владимирского уезда. 
В годы Советской власти до 2005 года деревня Леонтьево входила в состав Пенкинского сельсовета (с 1998 года — сельского округа).

## Население
| 1859 | 1897 | 1905 | 1926 |
| ---- | ---- | ---- | ---- |
| 633  | 846  | 849  | 487  |

| 1859 | 1897 | 1905 | 1926 | 2002 | 2010 | 2021 |
| ---- | ---- | ---- | ---- | ---- | ---- | ---- |
| 633  | ↗846 | ↗849 | ↘487 | ↘25  | ↘22  | ↗43  |

## Достопримечательности
В деревне находится полуразрушенная Церковь Введения во храм Пресвятой Богородицы (1682).